# Johannes Isacus Pontanus
Johannes Isacus Pontanus, född 21 januari 1571 i Helsingör, död 7 oktober 1639 i Harderwijk, var en nederländsk historiker.
Pontanus, som var son till holländske konsuln i Helsingör, tillbringade tre år hos Tycho Brahe på Ven och knöt nära vänskap med Arild Huitfeldt. Pontanus blev 1604 professor vid kollegiet i Harderwijk, där han bodde till sin död, ehuru han 1618 blev utnämnd till dansk historiograf. Som sådan skrev han (närmast efter A. Huitfeldt) Rerum danicarum historia (I, 1631, omfattande tiden till 1448; II, tiden 1448-1588, trycktes först 1740; en avdelning, Vita Frederici II, utkom redan 1735).